# چورمان، کلبجر
چورمان (ترکی آذربایجانی: Çorman) یک منطقهٔ مسکونی در جمهوری آرتساخ است که در استان شاهومیان واقع شده‌است.